# Poids-de-Fiole
Poids-de-Fiole is een gemeente in het Franse departement Jura (regio Bourgogne-Franche-Comté) en telt 249 inwoners (1999). De plaats maakt deel uit van het arrondissement Lons-le-Saunier.

## Geografie
De oppervlakte van Poids-de-Fiole bedraagt 6,5 km², de bevolkingsdichtheid is 38,3 inwoners per km².

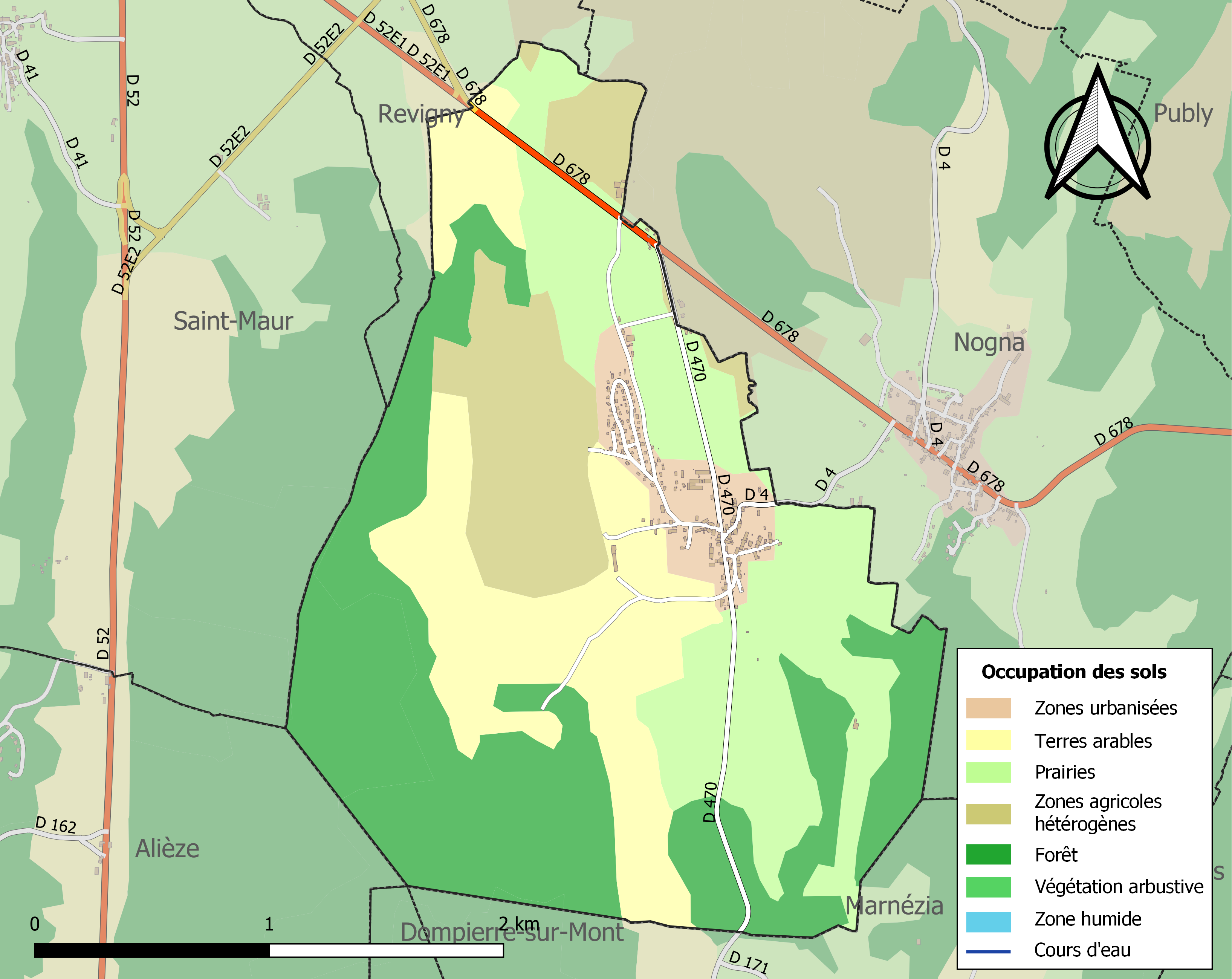
Kaart van de gemeente met de belangrijkste infrastructuur, bodemgebruik en omliggende gemeenten

## Demografie
Onderstaande figuur toont het verloop van het inwonertal (bron: INSEE-tellingen).